# Jusuf Alibali
Jusuf Alibali (ur. 9 listopada 1922 w Szkodrze, zm. 13 maja 2003 w Tiranie) – albański prawnik i dziennikarz.

## Życiorys
Urodził się w Szkodrze, był synem oficera żandarmerii Sali Alibaliego. W 1941 rozpoczął studia prawnicze na uniwersytecie we Florencji, ale został z nich usunięty za wyrażanie poglądów antyfaszystowskich. Powrócił do Albanii i przyłączył się do ruchu oporu. Za swoją działalność został aresztowany przez Niemców i osadzony w więzieniu w Tiranie. Po zakończeniu wojny ukończył studia prawnicze na Uniwersytecie Moskiewskim. W czasie studiów prowadził audycje w języku albańskim w Radiu Moskwa. Po powrocie do kraju w latach 1949-1951 pełnił funkcję wiceministra sprawiedliwości.
Pracował w redakcji dziennika Zëri i Popullit na stanowisku kierownika działu zagranicznego, a następnie jako redaktor naczelny czasopisma Shqipëria Sot. W 1975 usunięty z partii i poddany represjom. Aresztowany pod zarzutem szpiegostwa na rzecz Polski (brat Jusufa - Ylli Alibali odbył w Polsce studia weterynaryjne). W latach 1975–1988 internowany wraz z rodziną w jednej z wsi w rejonie Gjirokastry. W latach 90. mieszkał w Tiranie, pisał artykuły publicystyczne i utwory poetyckie.
Był żonaty (żona Adivie Alibali była tancerką i aktorką), miał syna Agrona.

## Publikacje
- 1962: Vajza prej Oroshit dhe tregime të tjera (opowiadania)
- 1971: Gëzimi i Cen Belikut: novela
- 2003: Tinguj të jetës: poezi (poezja)
- 2012: Artisti dhe koha e vet: tri ese